# George T. Whitesides
George Thomas Whitesides je izvršni direktor National Space Society-ja, međunarodne udruge koja se bavi promicanjem astronomije i astronautike. Whitesides je, zajedno sa svojom suprugom Lorettom Hidalgo Whitesides, pokretač međunarodne manifestacije Yuri's Night, koja ima za cilj popularizaciju astronautike.
Whitesides je viši savjetnik Virgin Galactica, tvrtke u vlasništvu Richarda Bransona koja se bavi svemirskim turizmom.
Ujedno je i predsjedatelj grupe "Radne grupe za višekratno upotrebljiva lansirna vozila" (Reusable Launch Vehicle Working Group) COMSTAC-a, savjetodavnog vijeća za Odjel komercijalnog svemirskog prometa (Commercial Space Transportation Division) pri američkoj saveznoj zrakoplovnoj administraciji (Federal Aviation Administration). Član je vijeća udruga Astronomers Without Borders i Space Generation Foundation. Radi i kao trener za parabolični let unutar tvrtke Zero Gravity Corporation.
Whitesides je bio jedan od gostiju na Dalmatinskom svemirkom ljetu, u Splitu, u kolovozu 2008.

## Obrazovanje i znanstvena karijera
- Woodrow Wilson School
- Fulbrightova stipendija u Tunisu
- Sveučilište Princeton
- Sveučilište Cambridge

## Privatno
George je oženjen za Lorettu Hidalgo Whitesides, s kojom dijeli interes za astronomiju i astronautiku. Planiraju postati prvi par koje će provesti medeni mjesec u svemiru. Zapravo se radi o relativno kratkom letu do visine iznad 100 km, kakvi su izvedeni u natjecanju za X-prize.
Georgeov otac je George M. Whitesides, kemičar sa Sveučilišta Harvard. Georgeov brat je vokal sastava The Joggers, iz Potrlanda u Oregonu.